# Episodi di Dr. Stefan Frank - Der Arzt, dem die Frauen vertrauen (terza stagione)
La terza stagione della serie televisiva Dr. Stefan Frank - Der Arzt, dem die Frauen vertrauen è stata trasmessa in anteprima in Germania dalla RTL Television tra il 4 settembre 1997 e il 15 gennaio 1998.
| nº | Titolo originale            | Titolo italiano | Prima TV Germania | Prima TV Italia |
| -- | --------------------------- | --------------- | ----------------- | --------------- |
| 1  | Ein Herz für Kinder         |                 | 4 settembre 1997  |                 |
| 2  | Hochzeitsglocken            |                 | 11 settembre 1997 |                 |
| 3  | Das Leben geht weiter       |                 | 18 settembre 1997 |                 |
| 4  | Abschied für immer          |                 | 25 settembre 1997 |                 |
| 5  | Verzeih' mir, Monika        |                 | 2 ottobre 1997    |                 |
| 6  | Der tödliche Biß            |                 | 9 ottobre 1997    |                 |
| 7  | Sei tapfer, Manuel          |                 | 16 ottobre 1997   |                 |
| 8  | Tödliche Pillen             |                 | 23 ottobre 1997   |                 |
| 9  | Mit dem Herzen einer Mutter |                 | 30 ottobre 1997   |                 |
| 10 | Licht am Horizont           |                 | 13 novembre 1997  |                 |
| 11 | Blutiger Akkord             |                 | 20 novembre 1997  |                 |
| 12 | Die Gifthöhle               |                 | 4 dicembre 1997   |                 |
| 13 | Wenn eine Kinderseele weint |                 | 11 dicembre 1997  |                 |
| 14 | In letzter Minute           |                 | 18 dicembre 1997  |                 |
| 15 | Und bist du nicht willig... |                 | 8 gennaio 1998    |                 |
| 16 | Schlagabtausch              |                 | 15 gennaio 1998   |                 |